# Medaglia commemorativa per il 300º anniversario di San Pietroburgo
La medaglia commemorativa per il 300º anniversario di San Pietroburgo (in russo Меда́ль «В па́мять 300-ле́тия Санкт-Петербу́рга»?, Medal' «V pamjat' 300-letija Sankt-Peterburga») è stato un premio statale della Federazione Russa.

## Storia
La medaglia è stata istituita il 19 febbraio 2003 ed è stata abolita il 7 settembre 2010.

## Assegnazione
La medaglia veniva assegnata ai partecipanti alla difesa di Leningrado durante la guerra, alle persone premiate con la Medaglia per la difesa di Leningrado; residenti che sono stati bloccati a Leningrado, ai lavoratori che hanno lavorato durante la grande guerra patriottica del 1941-1945 anni a Leningrado e che abbiano ricevuto onorificenze statali; cittadini che avevano ricevuto la medaglia commemorativa per il 250º anniversario di Leningrado e ai cittadini che abbiano dato un contributo significativo allo sviluppo della città di San Pietroburgo.

## Insegne
- La  medaglia era di ottone. Il dritto recava il ritratto del profilo sinistro dello zar Pietro il Grande coronato da una corona di alloro. Lungo la circonferenza della medaglia, la scritta in rilievo "In commemorazione del 300º anniversario di San Pietroburgo" (Russo: В память 300-летия Санкт-Петербурга"). Il rovescio recava il motivo centrale della stemma della città di San Pietroburgo, uno scettro alzato verticalmente sovrapposto a due ancore incrociate a rappresentare i mari e i fiumi. A sinistra la scritta in rilievo "1703", a destra, "2003".
- Il  nastro era rosso con all'interno una striscia verde chiaro caricata di una sottile striscia verde scuro. Il bordo era una sottile striscia bianco.